# Global Heresy
Global Heresy (bra: Quebrando Todas as Regras; prt: Heresia Global), também chamado de Rock My World, é um filme de comédia dramática britânico-canadense de 2002, dirigido por Sidney J. Furie e com atuações de Peter O'Toole, Joan Plowright, Alicia Silverstone e Jaimz Woolvett.